# Krasar
Krasar (in armeno Կրասար?) è un comune di 512 abitanti (2001) della provincia di Shirak in Armenia.